# Лессепс, Фердинанд де
Виконт Фердинанд Мари де Лессепс (фр. Ferdinand Marie vicomte de Lesseps; 19 ноября 1805 года, Версаль — 7 декабря 1894 года, Гийи) — французский дипломат и предприниматель, организатор и руководитель строительства Суэцкого и Панамского каналов. Последнее предприятие закончилось крахом, и Лессепс попал под суд.

## Биография
Происходил из старинного и богатого байонского рода (известен с XIV века), получившего дворянство при Людовике XVI. Двоюродная сестра Лессепса была матерью французской императрицы Евгении. Дед и дядя служили консулами в Петербурге, причём второй из них, приняв участие в экспедиции Лаперуза, пересёк всю Россию от Камчатки до Петербурга.
Лессепс получил юридическое образование и продолжил семейную традицию дипломатической службы. В 1825—1849 годах занимал различные дипломатические посты в странах Европы и Африки, в том числе в Египте в 1831—1837 годах. Используя личные связи (и свойство́ с французским императором), в 1854 году получил от правителя Египта Саида-паши концессию на сооружение Суэцкого канала. В 1859—1869 годах руководил строительством этого канала.
Успешное завершение строительства и открытие канала принесли ему заслуженную славу: Лессепс стал членом множества научных обществ, в Порт-Саиде ему поставили памятник, именно Лессепс представлял Францию на церемонии передачи американцам и открытия Статуи Свободы и так далее.
Сразу после открытия канала вдовец Лессепс женился на дворянке с Маврикия, которая была в три раза его моложе и родила ему 12 детей. Всего от двух браков имел 17 детей. Последний его ребёнок, дочь Гизела, родилась в 1885 году, когда ему было 80 лет. Умер на 90-м году жизни и был похоронен на кладбище Пер-Лашез.

### Панамский канал
Репутацию «Великого француза» (как именовали Лессепса в газетах) подорвал скандал с возглавляемым им с 1879 года акционерным обществом «Панама», которое было создано для сооружения Панамского канала и привлекло инвестиций на 1300 млн франков. Крах этой компании в 1889 году привёл к разорению десятков тысяч мелких держателей акций. За время существования компании удалось построить лишь четвёртую часть канала. Для сокрытия хищений, злоупотреблений и тяжёлого финансового положения правление компании годами подкупало французских министров, сенаторов, депутатов и редакторов газет. В переносном смысле слово «Панама» стало означать крупную политическую и финансовую аферу.
После официального расследования Лессепс и его сын Шарль (вице-президент компании) были приговорены в феврале 1893 года к пяти годам заключения. Отбывать наказание пришлось только сыну (так как у старика Лессепса уже развивалась деменция и судебные заседания он не посещал) — и то недолго, так как вскоре суд отменил это решение.

## Признание и память
- медаль Альберта (1865)
- орден Почётного легиона (1869)
- почётный член Английского королевского общества (1875)
- член Французской академии (1884)
- почётный иностранный член Русского императорского географического общества
- В честь Лессепса названы площадь в Барселоне и станция метро, а также лессепсианские миграции животных.